# Остюнино (Белозерский район)
Остюнино — деревня в Белозерском районе Вологодской области.
Входит в состав Антушевского сельского поселения (с 1 января 2006 года по 9 апреля 2009 года входила в Бечевинское сельское поселение), с точки зрения административно-территориального деления — в Бечевинский сельсовет.
Расстояние до районного центра Белозерска по автодороге — 48 км, до центра муниципального образования села Антушево по прямой — 19 км. Ближайшие населённые пункты — Катилово, Палкино, Филяево.
Население по данным переписи 2002 года — 10 человек.